# Râul Slatina, Moișa
Râul Slatina este un curs de apă, afluent al râului Moișa.

## Hărți
- Harta județului Suceava